# Brand-new idol Society
Brand-new idol Society é o álbum de estreia lançado pelo grupo idol japonês BiS através da gravadora independente Tsubasa em 23 de março de 2011. Esse foi seu primeiro lançamento físico, sendo precedido pelo single digital gratuito "Taiyo no Jumon"; além de o único a contar com a formação original, pelo fato de Rina Yokoyama deixar o grupo posteriormente em junho de 2011.

## Antecedentes e lançamento
BiS foi formado em novembro de 2010 por Pour Lui, uma cantora solo conhecida como o "ícone do rock da nova era", que, após anunciar a sua retirada como solista, iria formar um grupo idol pelo qual ela iria pessoalmente fazer a audição das integrantes. Pour Lui já trabalhava com o produtor do grupo, Watanabe Junnosuke, em seu período solo e, de acordo com a própria, só criou o grupo pois odiava Junnosuke e queria irritá-lo. Com a formação contando com Pour Lui, Nozomi Hirano, Rina Yokoyama e Yukiko Nakayama, o grupo lançou o single "Taiyo no Jumon" em janeiro de 2011, distribuído gratuitamente em formato digital, pela gravadora independente Tsubasa. E então, em março de 2011, foi lançado Brand-new idol Society, em uma única edição física, contando com um CD, e digitalmente. Mais tarde, em junho do mesmo ano, Rina Yokoyama deixou o grupo devido ao rumo que o mesmo
estava seguindo.

## Faixas
| N.º            | Título                                                                                                  | Letras            | Música          | Arranjo            | Duração |  |
| 1.             | "Give Me Your Love Zenbu" (Give me your love 全部; Give me your love Zenbu; lit. "Dê-me Todo Seu Amor") | Pour Lui          | Buzz72+         | Buzz72+            | 3:47    |  |
| 2.             | "BiS"                                                                                                   | BiS · Dorimi      | Kenta Matsukuma | K. Matsukuma       | 4:33    |  |
| 3.             | "Taiyo no Jumon" (太陽の呪文; lit. "Mistificação do Sol ")                                              | MID               | K. Matsukuma    | Schtein&Longer     | 4:08    |  |
| 4.             | "Nerve" (nerve)                                                                                         | Yoji Kubota       | Mifuu           | Schtein&Longer     | 4:29    |  |
| 5.             | "Paprika" (パプリカ)                                                                                    | Soyo              | Koji Ikuma      | K. Matsukuma       | 3:45    |  |
| 6.             | "Let Me Sleep" (Let me sleep)                                                                           | Megane            | Megane          | Megane             | 2:42    |  |
| 7.             | "Thousand Volt" (サウザンボルト)                                                                        | Ryosaku.k         | Koichi          | K. Matsukuma       | 3:05    |  |
| 8.             | "Elegant no Kaibutsu" (エレガントの怪物; lit. "Monstro de Elegância"; cover de Spank Happy)             | Naruyoshi Kikuchi | N. Kikuchi      | Schtein&Longer     | 4:13    |  |
| 9.             | "Teenage Flavor" (ティーネイヂフレイバ)                                                                 | Iku Ryukyuji      | Schtein&Longer  | Schtein&Longer     | 4:21    |  |
| 10.            | "Spoon"                                                                                                 | Yukiko Nakayama   | TKC             | TKC+Schtein&Longer | 3:00    |  |
| 11.            | "Yell!!" (YELL!!)                                                                                       | Ichiro Iguchi     | I. Iguchi       | I. Iguchi          | 3:50    |  |
| 12.            | "One Day" (One day)                                                                                     | P. Lui            | K. Matsukuma    | K. Matsukuma       | 3:56    |  |
| 13.            | "Let It Be" (レリビ; Let it be)                                                                         | JxSxK             | Honoka Inaba    | I. Iguchi          | 3:47    |  |
| Duração total: | Duração total:                                                                                          | Duração total:    | Duração total:  | Duração total:     | 49:31   |  |

## Créditos
Créditos retirados diretamente do encarte do álbum, os quais são:
Pessoal
- BiS
  - Pour Lui – Vocais; letras nas faixas #1 e #12
  - Nozomi Hirano – Vocais
  - Rina Yokoyama – Vocais
  - Yukiko Nakayama – Vocais ; letras na faixa #10

Geral
- Kenta Matsukuma – Produtor musical; guitarra nas faixas #1, #5, #7, #8 e #12; programação nas faixas #1, #2, #5 e #7
- Ichiro Iguchi – Guitarra nas faixas #11 e #13; programação nas faixas #11 e #13
- Masahiro Inzuka – Guitarra na faixa #2
- Satoshi Aoki – Guitarra na faixa #4
- Ke-san – Guitarra na faixa #6
- TKC – Guitarra na faixa #10
- Keita Kitajima – Baixo na faixa #1
- Tabokun – Baixo na faixa #2
- Megane – Baixo nas faixas #6 e #13
- Asahi Yanagihara – Baixo nas faixas #11 e #12
- Takashi Todoroki – Bateria nas faixas #1, #2, #5, #6, #7, #11 e #12
- Akihiko – Bateria na faixa #13
- Yuki Yokoyama – Programação nas faixas #3, #4, #8, #9 e #10
- Shota Kamii – Arranjo de metais nas faixas #3 e #9; saxofone nas faixas #3, #8 e #9
- Shun Yonehara – Trompete nas faixas #3 e #9
- Daisuke Moriwaki – Programação, arranjo de cordas, violino e violas na faixa #12
- Hikaru Yamaguchi – Produtor executivo

## Desempenho nas paradas musicais
Brand-new idol Society figurou somente na parada de álbuns independentes da Oricon, alcançando a 30a posição.
| Parada                             | Melhor posição |
| ---------------------------------- | -------------- |
| Japão (Oricon Shukan Indies Album) | 30             |